# Бен-Меир, Исраэль Шломо
Исраэль Шломо Бен-Меир (ивр. שלמה-ישראל בן-מאיר‎; при рождении Исраэль Шломо Розенберг; 13 августа 1910, Варшава — 4 апреля 1971, Израиль) — американский и израильский общественный деятель, раввин, адвокат, доктор права. Депутат кнессета 2-го, 3-го, 4-го, 5-го, 6-го и 7-го созывов от партии «Мизрахи», Объединённого религиозного фронта, МАФДАЛ. Член правительства Израиля в 1953—1969 годах.

## Биография
Родился 13 августа 1910 года в Варшаве, Российская империя (ныне Польша), в семье раввина Меира Иехошуа Розенберга и его жены Шейндл. Его дедушка Юдл Розенберг (1860—1935) был раввином из галицианской хасидской династии, автором популярных книг на иврите и идише. Двоюродный брат —писатель Мордехай Рихлер.
В юности иммигрировал в США, учился в Нью-Йорке в иешиве раввина Ицхака Эльханана Спектора и Иешива-Университете. Получил светское образование в Нью-Йоркском университете. Был рукоположен в раввины и получил учёную степень доктора права.
До 1940 года работал адвокатом в Нью-Йорке, затем до 1950 года служил раввином в еврейской общине в городе Хартфорд (Коннектикут). В 1937—1941 годах входил в руководство Еврейского национального фонда и организации «Керен ха-Йесод». В 1950 году репатриировался в Израиль.
Был активным участником движения «Мизрахи» в США, в 1950 году возглавил всемирное движение «Мизрахи».
В 1936 году женился на дочери раввина Элиэзера Предмеского Менухе.
Умер 4 апреля 1971 года.

### Политическая деятельность
В 1952 году стал депутатом кнессета 2-го созыва, получив мандат умершего депутата Давида Цви Пинкаса. Затем переизбирался депутатом кнессета 3-го, 4-го, 5-го, 6-го и 7-го созывов. Был сторонником объединения партий «Мизрахи» и «ха-поэль ха-мизрахи». В разное время работал в комиссии по образованию и культуре, комиссии по услугам населению, законодательной комиссии, финансовой комиссии, комиссии по экономике, комиссии по иностранным делам и безопасности.
В кнессете 5-го созыва занимал пост заместителя спикера кнессета, а в кнессете 7-го созыва (1969—1971) возглавлял законодательную комиссию кнессета. В 1953—1969 годах был членом правительства Израиля, занимая пост заместителя министра социального обеспечения (1953—1958), заместителя министра внутренних дел (1961—1969), заместителя министра здравоохранения (1965—1966).
После смерти Бен-Меира его мандат в кнессете перешел к его сыну Иехуде.